# Ionel Valentin Vlad
Ionel Valentin Vlad (n. 22 septembrie 1943, București, România – d. 24 decembrie 2017, București, România) a fost un inginer și fizician român, membru al Academiei Române (membru corespondent din 9  martie  1991, apoi membru titular din 7  iulie  2009). La 27 aprilie 2010 a fost ales vicepreședinte al Academiei Române, iar la 8 aprilie 2014 a fost ales președinte al Academiei Române.

## Biografie
A urmat Liceul „I.L. Caragiale”, Institutul Politehnic - Facultatea de Electronică și Telecomunicații (1961–1966) și a făcut cursuri la Facultatea de Fizică a Universității din București. Și-a continuat studiile în domeniul lasere și holografie la Universitatea din Paris VI (prof. Maurice Françon) și în Laboratorul de la Marcoussis al firmei Compagnie Générale d'Électricité (CGE), Franța (1969–1970). În 1972 a susținut teza de doctorat Metode de prelucrare a informației în holografia convențională și în timp real (conducător: prof. Gh. Cartianu, membru al Academiei Române) și a obținut titlul de doctor inginer. 
După terminarea studiilor a început activitatea de cercetare la Institutul de Fizică Atomică din București, în Laboratorul „Metode optice în fizica nucleară” (condus de prof. Ion Agârbiceanu, membru al Academiei Române), unde a realizat primul laser cu mediu activ solid din România (1968, împreună cu G. Nemeș) și unde a fost atestat cercetător științific.
A înființat și a condus Laboratorul de Holografie din cadrul Institutului de Fizică Atomică, Secția Lasere. În 1984 a făcut o vizită academică la Technische Hochschule (politehnica) Darmstadt, finanțată de Autoritatea germană pentru schimburi academice (DAAD), pentru cercetări în conjugarea optică a fazei.
Între 1984 și 1989 a fost adjunct al șefului Secției Lasere din cadrul Institutului Central de Fizică. După 1990 a devenit cercetător principal și șef al Laboratorului Optică neliniară și informațională din Secția Lasere a Institutului Național de  Fizica Laserelor, Plasmei și Radiației. A fost vicepreședinte al Consiliului științific din cadrul Institutului de Fizică Atomică și co-director al Centrului Român de Excelență în Fotonică din Programul de Cercetări în Științe de Bază (2003–2006); director național și responsabil de grup în Rețeaua de Excelență de Nano-fotonică („PHOREMOST”) a Uniunii Europene.
A fost profesor asociat la Facultatea de Fizică a Universității din București (din 1990). A fost profesor invitat la: Chiba University (Japonia, 1991), Centro de Investigaciones en Optica (Mexic, 1992) și Università „La Sapienza” din Roma. A ținut prelegeri  la: E.T.H. (Zürich), Stanford University (Stanford,  S.U.A.), Imperial  College (Londra), University of Oxford, Phys. Tech. Institute „A. F. Ioffe” (St. Petersburg), Universität  Erlangen, ICTP (Trieste), Max-Planck-Institut für Quantenoptik (Garching), US Air Force Research Lab (Hanscom-Boston area, S.U.A.), École Normale Supérieure (Cachan) etc.

## Lucrări
A fost autorul, singur sau împreună cu profesorii, colegii sau studenții săi, a unor rezultate științifice importante:
- crearea și studiul hologramelor în timp real, înregistrate în absorbanți saturabili (1969),
- realizarea primelor holograme profesionale din țară (1970),
- elaborarea primelor aparate de holografie și de prelucrare a imaginilor cu laseri din România (1974, în colab. cu D. Popa),
- conjugarea optică a fazei în cristale de niobat de  litiu și semiconductoare amorfe, folosind impulsuri laser cu durată foarte scurtă (picosecunde) (1981, în  colab.),
- realizarea și studiul unor dispozitive optoelectrice bistabile pentru prelucrarea paralelă a imaginilor (1982–1985, citate de patru ori în tratatul reputatului prof. H. M. Gibbs, Optical Bistability, Academic Press, N.Y., 1985),
- realizarea unor sisteme originale de prelucrare optică a informației (1984–1989, în colab.),
- concepția și realizarea unei metode originale de măsurare a vibrațiilor cu amplitudini subatomice (de picometri), folosind generarea unei rețele optice neliniare în GaAs:Cr și un procedeu original de autocalibrare la această scară (în colab. cu S. Stepanov, D. Popa ș.a.; rezultatul este considerat o referință în domeniu),
- reconstrucția directă spațială a fazei optice din imagini (colab. cu D. Malacara, lucrare invitată în Progress in Optics, ed. E. Wolf, 1994),
- mixajul de unde laser în cristale foto-refractive, în particular studiul șirurilor periodice de electroni, induse cu laserul pe  suprafața cristalelor foto-refractive, folosind microscopia cu forță atomică, cu perspective de utilizare în comutația fotonică paralelă, la nivelul de un singur electron (colab. cu  prof. H. Walther, Max-Planck Inst. f.  Quantenoptik, Garching, 1994–2000),
- teoria spectrului Planck discret în cavități cuantice și a spectrelor de fononi discrete în nanostructuri, care corectează legi fizice cunoscute și constante tabelate (colab. cu prof. N. Ionescu-Pallas, 1995–2007),
- găsirea unor soluții analitice pentru ecuațiile care descriu difuzia stimulată Brillouin (SBS), a formulei analitice pentru reflectivitatea conjugată și utilizarea lor în realizarea unor rezonatori de calitate pentru laserii de mare putere (colab. cu prof. M. Damzen, Imperial College și foștii săi doctoranzi, V. Babin și A. Mocofănescu, 2000–2003),
- teoria și observarea experimentală a solitonilor optici spațiali, care permit ghidarea luminii prin lumina în zeci de mii de canale de informație paralele ultrarapide (femtosecunde) în cristale de niobat de litiu (colab. cu prof. M. Bertolotti, E. Fazio și fostul său doctorand A. Petriș, 2000–2010, cu rezultate citate de sute de ori în literatura internațională).

Rezultatele cercetărilor sale în domeniile holografiei, prelucrării optice a informației, opticii nelineare, opticii cuantice, nanofotonicii și instrumentelor de măsurare cu laseri au fost expuse în peste 175 de lucrări, în peste 220 de lucrări comunicate la manifestări științifice și în trei brevete de invenție, dintre care unul acordat și în S.U.A. 
A fost editorul a opt volume „Proceedings SPIE”(publicate în S.U.A., 1994–2013) și editor-șef  al  revistelor  „Proceedings  Romanian  Academy”- Seria  A  și, din  începând cu anul 2000, „Romanian Reports in Physics” (revista cu cel  mai  mare factor  de  impact  ISI  Thomson între revistele Academiei - 2016).

## Viața particulară
Ioan Robu, arhiepiscop romano-catolic de București, a evidențiat la slujba de înmormântare a academicianului Vlad, fapul că acesta și-a practicat religia chiar și în vremea dictaturii comuniste, arătând chiar și înainte de 1989 „că se pot pune în armonie în același univers și credința, și știința.” Slujba de înmormântare a fost oficiată în Catedrala Sfântul Iosif din București.

## Activități
- Membru al Societății Române de Fizică, președinte al Secției de Optică și Electronică Cuantică al Societății Române de Fizică (1991–2009),
- Membru al Societății Americane de Optică, al Societății Europene de Fizică, al Societății Europene de Optică, al Societății Internaționale de Inginerie Optică (SPIE –S.U.A.),
- vicepreședinte fondator al Secțiunii SPIE din România (1991–1993),
- membru  al Colegiului Consultativ pentru Cercetare și Dezvoltare și președinte al Comisiei de Fizică (1991–2002) a acestui Colegiu,
- vicepreședinte al Consiliului de Granturi al Academiei Române (1994–2006) ș.a.

A fost ales:
- „Fellow of the Optical Society of America” (1978),
- „Fellow of The Institute of  Physics”, Londra (1999),
- membru senior asociat al Centrului Internațional de Fizică Teoretică (Trieste, 2003),
- membru în Academia Europea (în „Anul Einstein”, la Berlin-Potsdam, 2005),
- „Fellow of The International Society for Optical Engineering” (S.U.A., 2007; Societatea îl citează cu ocazia conferirii acestui grad, pe care îl au maximum 5% din membrii ei: “Vlad is one of the world’s leading researchers in dynamic holography, photorefractive crystals and nonlinear optics”,SPIE News, 1 mai 2007).
- Președinte al comitetului științific și co-Director al Societății Europene de Optică (din 2011).

Ca vicepreședinte al Academiei Române, a înființat Școala de studii avansate a Academiei (SCOSAAR) cu o organizare și o structură compatibilă cu școlile doctorale europene, a  coordonat evaluarea institutelor de cercetare ale Academiei (având și experiența unor consultări cu Academia de Științe din Paris), a coordonat elaborarea Strategiei pentru cercetare a Academiei și corelarea ei cu Strategia națională pentru cercetare-dezvoltare-inovare și Programul UE “Horizon 2020”, a  coordonat  activitatea unor secții științifice ale Academiei ș.a.

## Cărți
- Introducere în holografie (1973);
- Prelucrarea optică a informației (1976, în colab.);
- Stimulated Brillouin Scattering. Fundamentals and Applications (2003, Londra, în colab.);
- Studies in Modern Optics (2008, București).

## Premii și medalii
- Este distins cu premiul „Traian Vuia” al Academiei Române (1978),
- Premiul și medalia „Galileo  Galilei” conferite de Comisia Internațională de Optică (2005),
- Ordinul Național „Steaua României” în grad de Cavaler (2013),
- Ordinul Național „Serviciul Credincios” în grad de Cavaler (2008).